# X-COM: Enforcer
X-COM: Enforcer es un videojuego creado por Infogrames. Es el sexto videojuego de la serie X-COM, pero se lleva a cabo en una línea de tiempo por separado a lo establecido por los cuatro primeros juegos de la serie. Este juego se presentó como un juego Matamarcianos en tercera persona en lugar de estrategia por turnos como en anteriores juegos.